# Brotan-kazán
A Brotan-kazán Johann Brotan osztrák mérnök után elnevezett gőzmozdony-kazán, melynek tűzszekrényét szorosan egymás mellé helyezett vízcsövek alkotják. Kifejlesztésének oka az volt, hogy abban az időben a tűzszekrényeket szinte kizárólag vörösrézből készítették és így akarták az előállítás és a karbantartás költségeit lecsökkenteni. A vörösréz tűzszekrény problémáját fokozta, hogy magas kéntartalmú szenek alkalmazása esetén a tűzszekrény korróziója jelentősen fokozódott.

## Szerkezete

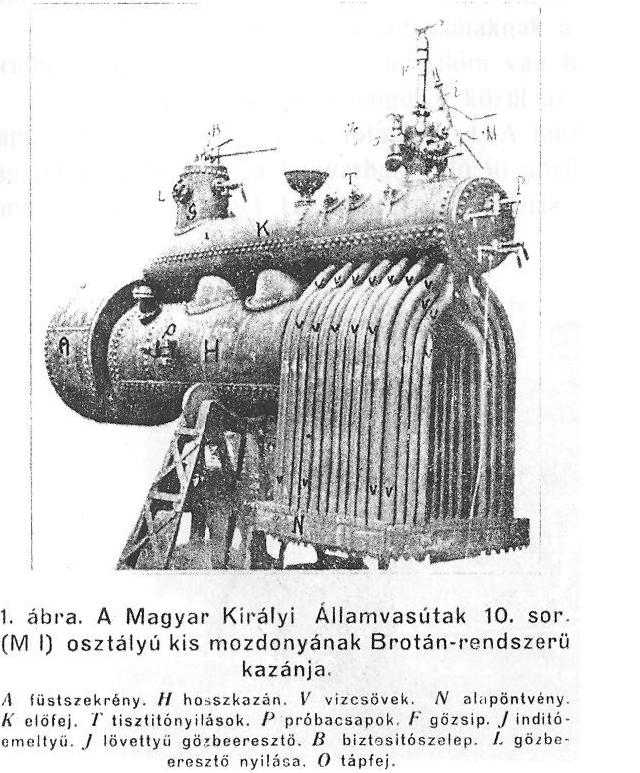
A MÁV MI. osztályú, később 10 sorozatú motorpótló mozdonyának Brotan-kazánja és a részegységek megnevezése

A Brotan-kazán egy vízcsöves tűzszekrényből és egy hagyományos, tűzcsöves hosszkazánból áll. Brotan konstrukciójának újdonsága egy vízcsöves tűzszekrény viszonylag nagy direkt fűtőfelülettel és szorosan (kb. 2 mm-es közökkel) egymás mellé helyezett, könnyen tisztítható csövekkel, melyek a tűzszekrény falát alkotják és fönt egy gőz/vízgyűjtő csőbe, az úgynevezett előfejbe torkollanak. Az előfej két-három nagy átmérőjű karimával az alatta lévő hosszkazánhoz csatlakozik. Alul a vízcsövek az alapöntvényben, más néven alapkoszorúban vagy Brotan-koszorúban végződnek. A tűzszekrény vízcsöveit réz- vagy acéllemezekbe sajtolták, azbeszttel szigetelték és vaslemezzel biztosították. A koszorú a hosszkazán hátsó részéhez nagy átmérőjű könyökös, hajlított csövekkel csatlakozott.
A Brotan-kazánok előnyei:
- gyorsabb felfűtés és gőzképződés a fokozottabb vízkeringés miatt,
- hatékonyabb elgőzölögtetés a nagyobb tűzszekrény- (sugárzó-) fűtőfelület miatt,
- nem szükséges a kényes tűzszekrénymennyezet-merevítések használata,
- nem szükséges rezet felhasználni,
- nagyobb kazánnyomás alkalmazható.

Az első Brotan-kazános mozdony a cs. és kir. Osztrák Államvasutak 47.54 számú tehervonati mozdonya volt, 1901 januárjában. A kedvező eredmények alapján (a felfűtési idő 2 óra 50 percről 1 óra 55 percre csökkent, arányos szénmegtakarítást hozva) a vasút 4, 47, 53 és 73 sorozatú mozdonyainak egy részét is Brotan-kazánnal látták el.
A telített gőzű mozdonyoknál azonban az egyik fő előny, az intenzív vízkeringés azzal a hátránnyal járt, hogy a hengerekbe túlságosan nedves gőz jutott. További hátrány volt, hogy az előfej viszonylag nagy mérete miatt nem lehetett nagy méretű, magasabbra helyezett hosszkazánt alkalmazni, ez pedig korlátozta a kazán és így a mozdony teljesítményét.

## A Brotan–Deffner-kazán

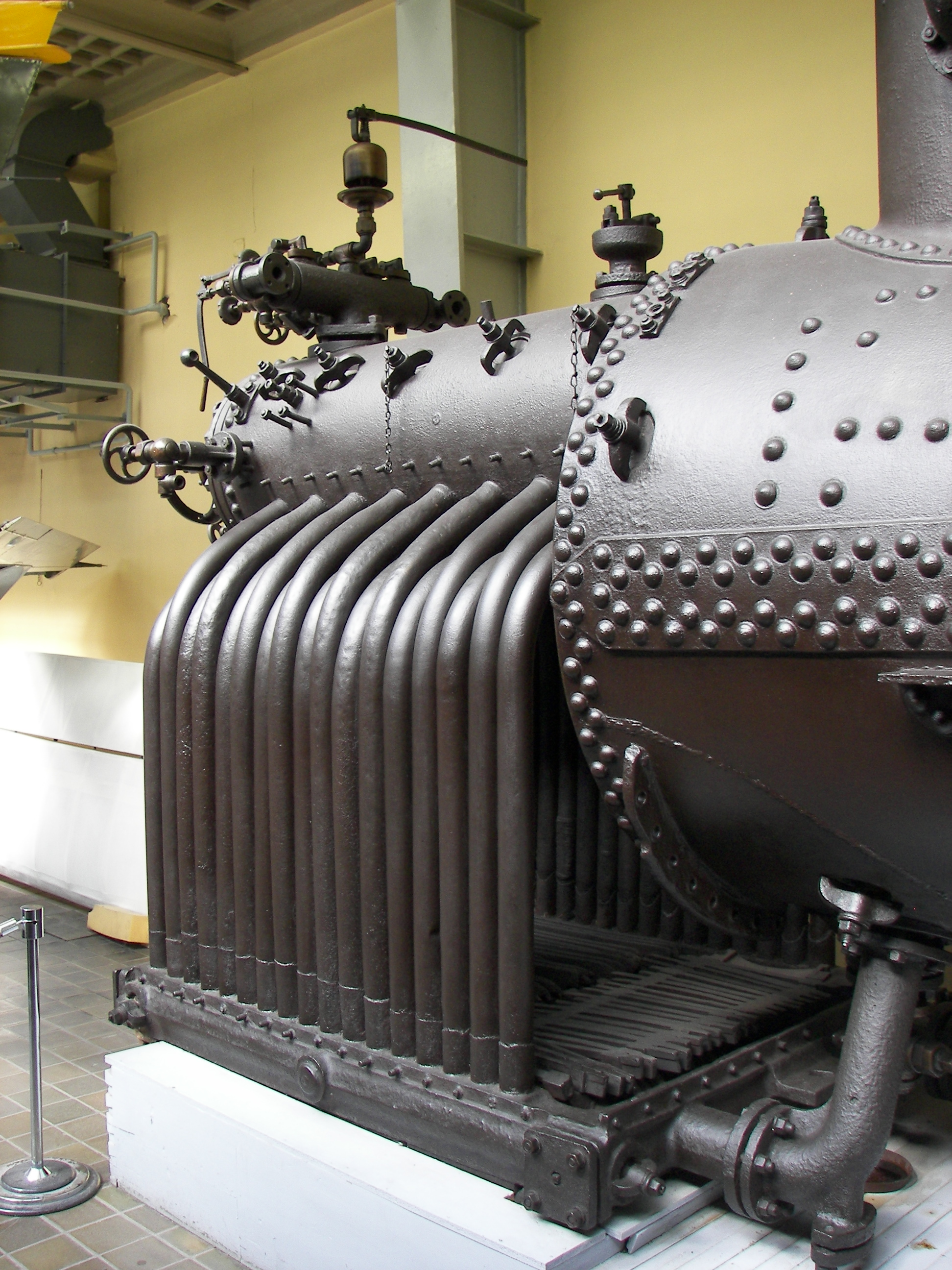
Brotan–Deffner-kazán

Brotan eladta a vízcsöves kazán szabadalmát a svájci E. Deffner mérnöknek, aki a konstrukciót oly módon fejlesztette tovább, hogy az előfejet közvetlenül a tűzszekrény csőfalába csatlakoztatta, melynek a hátsó gyűrűje kúpos, úgynevezett „wagon-top” kialakítású volt. Így a kazán alacsonyabb lehetett, mindössze a hosszkazán hátsó övének fölfelé „púposodó” része jelezte kívülről mivoltát. A tűzszekrény kialakítása egy ponton változott: a tűzszekrény csőfala alatti síkfalat pótolták tűzálló téglafalazattal.
A tapasztalatok szerint a réz tűzszekrényekhez képest a főjavítási költségek 30%-kal, a fűtőház karbantartási költségek még ennél is nagyobb mértékben csökkentek.

Voltak azonban komoly hátrányok is: a csövek közeit viszonylag nehéz volt tömíteni és a pályahibák miatt a tömítés könnyen ki is hullhatott, a rések pedig a tűzszekrény huzatát csökkentették. Másik probléma a kazán hosszirányú dilatációjának megváltozott volta, mely repedésekhez, tömítetlenségekhez vezetett. 
Időközben a tűzszekrény igénybevételének is megfelelő acélanyagot fejlesztettek ki, így elhárult az akadály a sík acéltűzszekrények gyártása elől, így a bonyolultabb szerkezetű Brotan- és Brotan–Deffner-kazánok további elterjedése elmaradt.

## Brotan-kazánok Magyarországon
Hazánkban az első világháborúban a fegyvergyártás rézszükséglete miatt a mozdonytűzszekrények számára megfelelő, rézmentes megoldást kellett keresni. Az elérhető szenek kéntartalma ráadásul igen magas is volt és ez további érv volt az új rendszer bevezetése mellett. Az első magyar Brotan-kazános mozdonyt egy Ie. osztályú (később 222 sorozatú) mozdony 1906. évi átalakításával született. A kezdeti próbálkozások még az eredeti kivitellel folytak, melyek a már említett túl nedves gőz miatt nem hoztak megnyugtató megoldást. Azonban fokozatos fejlesztések sorozatgyártásra alkalmas kiviteleket eredményeztek, így Magyarország a Brotan-, de főleg a Brotan–Deffner-kazánok legnagyobb gyártója és üzemeltetője lett, több, mint 1000 db ilyen tűzszekrénnyel. Ez az alábbi táblázatból is látható:
| Sorozat | Pályaszám          | Mennyiség            |
| ------- | ------------------ | -------------------- |
| 10      | 001–002            | 2                    |
| 11      | 001–025 028–031    | 29                   |
| 220     | 051–052            | 2 (+1 tartalék)      |
| 222     | 059, 073           | 2                    |
| 324     | 544–805 901–995    | 361 (+4 tartalék)    |
| 325     | 037, 145           | 2 (+2 tartalék)      |
| 326     | 380, 442           | 2                    |
| 328     | 003–058 601–683    | 139 (legyártva: 158) |
| 342     | 003–252 901–944    | 294                  |
| 375     | 701–702 801–943    | 145 (+3 tartalék)    |
| 376     | 484–561            | 80 (+2 tartalék)     |
| 377     | 136, 269, 280, 298 | 4 (+3 tartalék)      |
| 401     | 003, 005           | 2                    |
| 442     | 001–020 901–910    | 30                   |
| 601     | 001–063            | 63                   |

A magyarországi kedvező tapasztalatok alapján a kkStB 310.300 sorozatú mozdonyait Brotan–Deffner-kazánnal szállították. 
A Deutsche Reichsbahn anyagtakarékossági okokból a második világháború alatt a 42 0001 és 42 0002 pályaszámú mozdonyokat szintén Brotan–Deffner-kazánnal rendelte.

### A Fialovits-féle Brotan–Deffner kazán
Fialovits Béla, a MÁV fejlesztési főmérnöke, korának jelentős elméleti és gyakorlati tudású szakembere tökéletesítette a Brotan–Deffner-kazánokat, kiküszöbölve azok minden hátrányát: konstrukciójában a tűzszekrénycsőfal egészen az alapkoszorúig nyúlt le és a hosszkazán haslemezét az alapkoszorúval rákfal kötötte össze. Az ajtófal azonos volt a síktűzszekrényes kazánok ajtófalával. Mivel a vízcsövek csak a tűzszekrény oldalfalát alkották, így a szerkezet merevsége azonos volt a síktűzszekrényesekével. A tűzálló samott-téglafalazat kiváltásával a tűzszekrény tömörsége is megjavult. A szerkezet gyakorlati kipróbálására 1943-ban 2 db 328 sorozatú mozdonyt alakítottak át. A kísérletek teljes mértékben igazolták a konstrukció helyességét. A gőzmozdonygyártás végén azonban már nem volt lehetőség a konstrukció szélesebb körű alkalmazására.